# Sverige i olympiska vinterspelen 1952
Sverige i olympiska vinterspelen 1952.

## Svenska medaljörer

### Skidor, nordiska grenar

#### Herrar
- 4 x 10 km
  - Nils Täpp, Sigurd Andersson, Enar Josefsson, Martin Lundström, brons

- Backhoppning
  - Karl Holmström, brons

### Skridskor
- 10 000 m
  - Carl-Erik Asplund, brons

### Ishockey
- Herrar, brons
  - Göte Almqvist, Åke "Plutten" Andersson, Hans Andersson (sen. Tvilling), Stig Andersson (sen. Tvilling), Lasse Björn, Göte "Vicke Hallon" Blomqvist, Thord "Flodan" Flodqvist, Erik "Epa" Johansson, Gösta "Lill-Lulle" Johansson, Rune Johansson, Sven "Tumba" Johansson, Åke Lassas, Holger "Hogge" Nurmela, Lars Pettersson, Lars Svensson, Sven Thunman, Hans "Stöveln" Öberg

### Bandy - demonstrationssport
- Herrar, guld
  - Yngve Palmqvist, Orvar Bergmark, Herbert Swartswee, Karl-Erik Sjöberg, Olle Lindgren, Sven-Olof Landar, Inge Cahlman, Martin Johansson, Olle Sääw, Sven-Eric Broberg, Ernst Hård, Agard Magnusson,  Tore Olsson och Henry Olsson